# Brejo Santo
Brejo Santo este un oraș în statul Ceará (CE) din Brazilia.